# 姜子寮山
姜子寮山（真長山、三角架山、石硿大崙），位於新北市汐止區、平溪區與基隆市暖暖區的交界處，海拔729公尺，有「1047號三等三角點」，為台灣小百岳之一。山頂視野佳，建有觀景平台，可展望臨近地區

## 地質
姜子寮山為雪山山脈五分山系，屬中新世木山層，分布於五分山－姜子寮山地塊，自瑞芳區侯硐背斜向西南延伸，經姜子寮山抵南港山豬窟附近。

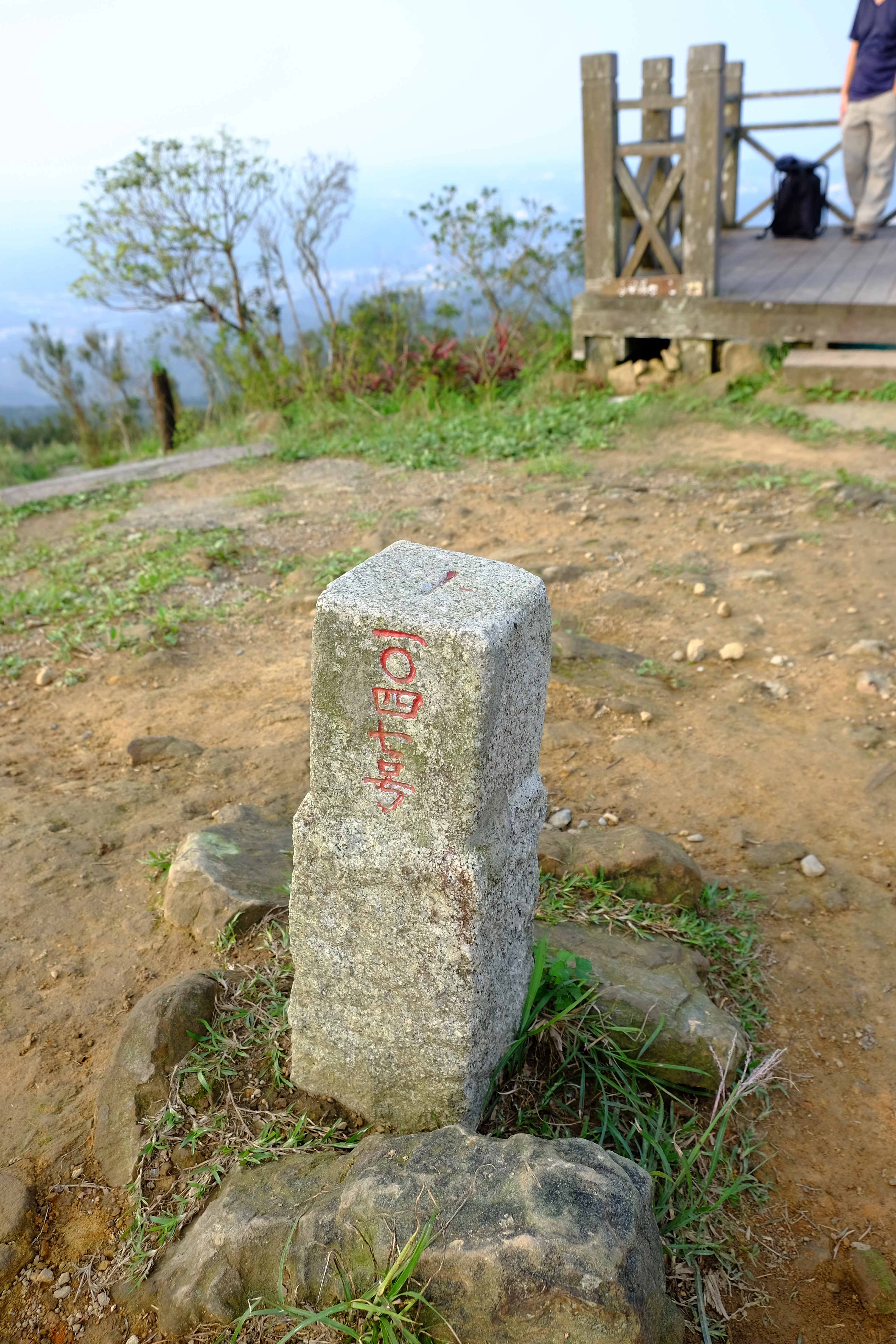
姜子寮山頂1047號三等三角點
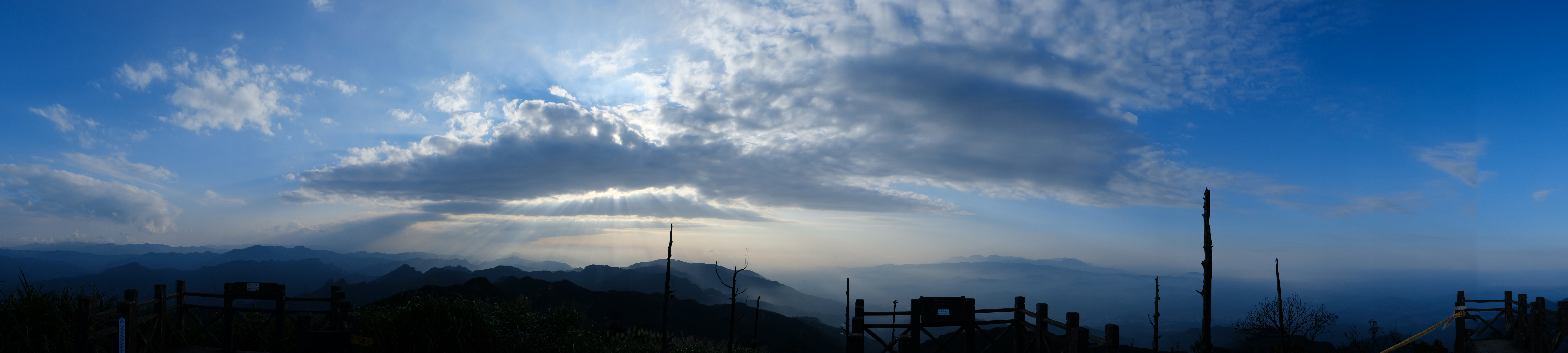
姜子寮山頂西向展望台北101
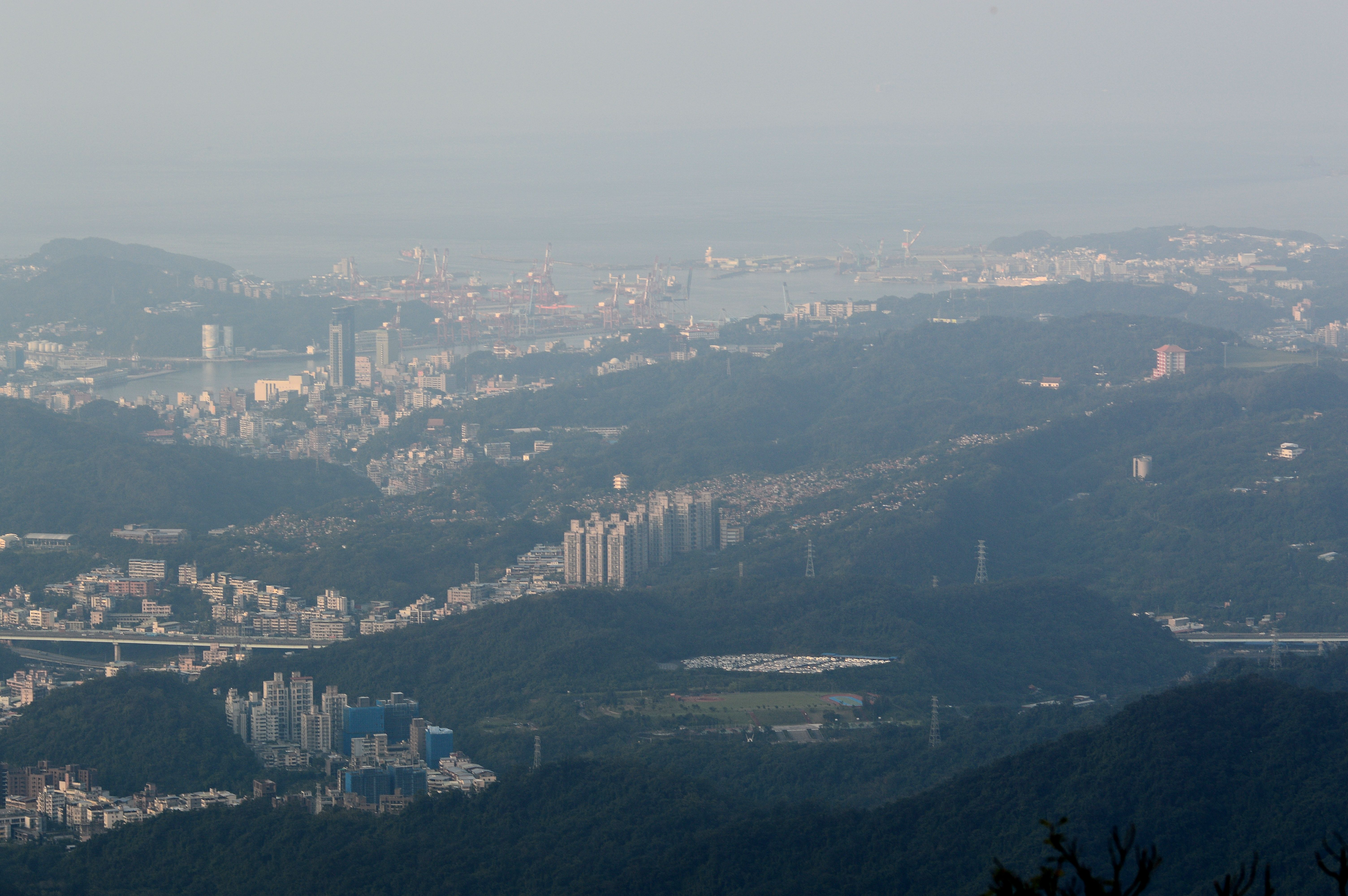
姜子寮山頂遠眺基隆港